# The Abbey Road E.P.
The Abbey Road E.P. — мініальбом гурту Red Hot Chili Peppers, випущений 1988 р. на лейблі EMI America. З п'яти пісень на цій платівці чотири вже виходили на студійних альбомах. Єдиною новою була кавер-версія на пісню Джимі Хендрікса «Fire», записана під час сесій «Freaky Styley» та включена до синглу «Fight Like A Brave». Однак пізніше цю саму пісню було включено до альбому «Mother's Milk» у пам'ять гітариста Гілеля Словака, котрий помер від передозування героїну 1988 року.
Назва й обкладинка диска відсилають до знаменитого альбому The Beatles Abbey Road. Як і Бітлз, члени групи зображені на пішохідному переході, але якщо перші були одягнені в костюми, останні хіба що прикрили члени шкарпетками. В ті часи Red Hot Chili Peppers часто виступали в такому вигляді на сцені.

## Список композицій
| #  | Назва                         | Автор                                           | Тривалість |
| -- | ----------------------------- | ----------------------------------------------- | ---------- |
| 1. | «Fire»                        | Jimi Hendrix                                    | 2:02       |
| 2. | «Backwoods»                   | Flea, Anthony Kiedis, Jack Irons, Hillel Slovak | 3:06       |
| 3. | «Catholic School Girls Rule»  | Flea, Kiedis, Cliff Martinez                    | 1:57       |
| 4. | «Hollywood (Africa)»          | The Meters                                      | 5:04       |
| 5. | «True Men Don't Kill Coyotes» | Flea, Kiedis, Martinez, Jack Sherman            | 3:38       |